# 黒川京介
黒川 京介（くろかわ きょうすけ、1998年7月31日 - ）は、日本のオートレース選手。千葉県出身。33期。川口オートレース場所属。

## 略歴
- 5歳の時に初めてポケバイに乗り、小学生ではポケバイレースをするようになり、その後50cc、80ccのバイクのアマチュアレースに参加していた[1]。
- 8歳の時、キューポラ杯開催中の川口オートで行われたポケバイレースに参加した事が人生を変えるきっかけとなる。その時が、オートレース初観戦で「格好良いな」と思い、通知表の将来の夢を書く欄に迷わず『オートレーサーになりたい』と書いた[1][2]。
- 2016年6月、第33期選手候補生入所試験に合格[3]。
- 2017年7月3日、9ヶ月間に渡るオートレース選手養成所での訓練を経て養成所卒業し、川口オートレース場に所属。師匠は中野憲人。
- 2017年7月22日、川口オートレース場（普通開催）第6R「黒川京介 デビュー戦」にて、8着となる[4]。
- 2017年7月23日、川口オートレース場（普通開催）第2R一般戦にて、1着となり初勝利を挙げる[5]。
- 2018年1月15日、川口オートレース場（普通開催）第12R優勝戦にて、初優勝戦進出・初優勝を飾り、小林晃（伊勢崎・26期）の持つ普通開催の最年少優勝記録を18年半ぶりに更新した[6][7][8]。
- 2018年2月6日、平成29年オートレース選手表彰にて、優秀新人賞を受賞[9]。
- 2018年10月23日、山陽オートレース場で開催された「日刊スポーツ GII第29回若獅子杯争奪戦」第10R準決勝戦にて1着となり、グレードレース初優勝戦進出[10]。翌10月24日、優勝戦は6着[11][12]。
- 2018年10月30日、飯塚オートレース場で開催された「CatPARDO杯トーマスメモリアル魂の継承Vol.4」（普通開催）と同時開催された「33期新人王決定戦」にて、通算2回目の優勝。初日から4日間全て1着入線の完全優勝だった[13]。
- 2018年12月20日、日本プロスポーツ大賞の新人賞を受賞[14]。
- 2019年1月5日、川口オートレース場で開催された「報知新聞社杯ニューイヤーカップ」（普通開催）第12R優勝戦にて、1級車乗り換え初節で通算3回目の優勝[15][16]。
- 2019年2月4日、平成30年オートレース選手表彰にて、最優秀新人賞を受賞[17]。
- 2019年4月30日、浜松オートレース場で開催された「オッズパーク杯 SG第38回オールスターオートレース」の準決勝で1着になり、SG初優出を果たす[18]。翌5月1日、第12R優勝戦では6着だった。
- 2019年12月22日、山陽オートレース場で開催された「九州スポーツ杯GI第54回スピード王決定戦」にて、通算4回目の優勝、GI初制覇となった[19]。
- 2022年5月29日、川口オートレース場で開催された「スポーツニッポン新聞社杯 GII川口記念」にて、通算7回目の優勝、GII初制覇となった[20]。
- 2022年12月31日、川口オートレース場で開催された「ラ・ピスタ新橋PRESENT スーパースターフェスタ2022」の開催最終日第11レース「スーパースターシリーズ戦 平尾昌晃杯」優勝戦にて、通算8回目の優勝[21]。
- 2023年4月5日、浜松オートレース場で開催された「K-MIX開局40周年記念 K-MIX杯GIIウィナーズカップ」にて、通算9回目の優勝、GII通算2回目の優勝。開催5日間全て1着入線の完全優勝だった。
- 2023年6月25日、山陽オートレース場で開催された「朝陽カントリークラブpresents 小林啓二杯 GII 第4回山陽王座チャレンジカップ」にて通算11回目の優勝、GII通算3回目の優勝。
- 2024年2月12日、山陽オートレース場で開催された「スポニチ創刊75周年記念 GII第34回若獅子杯争奪戦」にて通算13回目の優勝、GII4回目の優勝[22]。
- 2024年7月15日、川口オートレース場で開催された「GI第48回日刊スポーツ キューポラ杯」にて通算15回目の優勝、GI2回目の優勝[23]。
- 2024年11月4日、川口オートレース場で開催された「オッズパークpresents SG第56回日本選手権オートレース」にて通算16回目の優勝、SG初制覇。開催6日間全て1着の完全優勝だった[24][注 1]。
- 2025年3月31日、山陽オートレース場で開催された「オッズパーク杯 GIIミッドナイトチャンピオンカップ」にて通算21回目の優勝、GII5回目の優勝[25]。
- 2025年5月25日、川口オートレース場で開催された「スポーツニッポン新聞社杯 GII川口記念」にて、通算24回目の優勝、GII6回目の優勝、同大会2回目の優勝[26]。
- 2025年6月2日、山陽オートレース場で開催された「オッズパーク杯 GIIミッドナイトチャンピオンカップ」にて通算25回目の優勝、GII7回目の優勝、同大会連覇、前節川口記念に続くGII連続優勝[27]。
- 2025年6月29日、浜松オートレース場で開催された「チャリロト杯 GII第3回浜松記念曳馬野賞」にて通算26回目の優勝、GII通算8回目の優勝、同大会初制覇[28]。

## 選手データ
- プロフィール（2025年現在）
  - 選手登録2017年7月3日
  - 身長 160.8cm
  - 体重 52.9kg
  - 血液型 O型
- 戦歴
  - 通算優勝回数:26回
  - グレードレース（SG,GI,GII）優勝回数：11回
  - 全国区レース優勝回数：1回（SG1回・プレミアムカップ0回）
  - SG優勝回数：1回
  - GI優勝回数：2回
  - GII優勝回数：8回
- 受賞歴 
  - オートレース選手表彰
    - 優秀新人賞：1回（2017年）
    - 最優秀新人賞：1回（2018年）

  - 日刊スポーツ新聞社制定「オートレース年間三賞」
    - 敢闘賞：2回（2019年、2021年）

  - 日本プロスポーツ大賞
    - 新人賞：1回（2018年）[14]

## グレードレース戦歴
- SG戦歴
  - SG優勝回数: 1回
    - 第56回日本選手権（2024年、川口）[24]
- GI戦歴
  - GI優勝回数: 2回
    - スピード王決定戦（山陽）2019年[19] 1回
    - キューポラ杯　（川口）2024年 1回
- GII戦歴
  - GII優勝回数：8回
    - 川口記念（川口）2022年[20] , 2025年 2回
    - ウィナーズカップ（浜松）2023年 1回
    - 小林啓二杯 山陽王座チャレンジカップ（山陽）2023年 1回
    - 若獅子杯争奪戦（山陽）2024年 1回
    - ミッドナイトチャンピオンカップ 2025年3月（山陽） , 2025年6月（山陽） 2回
    - 浜松記念曳馬野賞（浜松）2025年 1回